# 비로자나불
비로자나불은 불교의 부처 중 하나로, 온 세상에 존재하는 불법(부처님 법)의 진리를 ‘광명(밝은 빛)’또는 ‘태양’으로 형상화한 부처이다. 삼신설에서 법신에 해당한다. 노사나불이라고도 한다.
수인은 지권인(智拳印)으로 손가락을 꼬거나, 한 손의 검지를 다른 손바닥으로 움켜지는 형상이다. 이것은 너와 나, 부처와 중생이 둘이 아닌 하나라는 것을 뜻한다.
비로자나불을 모신 전각은 대적광전(大寂光殿), 대적전(大寂殿), 대비로전(大毘盧殿), 비로전(毘盧殿), 화엄전(華嚴殿), 대광명전(大光明殿), 대광보전(大光寶殿) 등으로 다양하게 부른다.

비로자나불을 모신 전각이 유명한 사찰은 해인사, 금산사, 귀신사, 수타사 등이 있다.

## 비로자나불의 개념
비로자나불은 불교의 진리를 상징하는 부처이다. 석가모니불의 몸 자체를 색신(色身)이라고 하고, 석가모니불이 말씀하신 불교의 진리(불법)를 법신(法身) 비로자나불이라고 한다. 그러니 석가모니불과 비로자나불은 둘이 아니라, 하나이다.
비로자나불은 만물을 창조하거나 없애거나 하는 존재가 아니다. 법신 비로자나불은 우주 어디에나 존재하는 법으로, 이를 누가 창조하거나 없앨 수가 없다. 시간과 공간을 초월한 근본적인 원리 그 자체이다.
부처인 석가모니가 열반(죽음)에 들면서, '법(불법)과 스스로에게 의지하지 석가모니 부처 자신에게 의지하지 말라.'고 하였다. 이는 모든 중생들 각자가 깨달음의 주체임을 말한 것이다. 경전에는 부처의 몸은 법 자체로 되어 있는데, 중생을 제도하기 위하여 중생과 같은 몸을 빌려서 온 것이라고 한다.
그러므로 부처와 불법은 하나이므로, 석가모니 부처의 열반 후에 사람들은 부처가 남긴 불법의 진리를 신앙의 대상으로 만든다. 이렇게 만들어진 부처가 비로자나불이고, 법신이라고 한다.

### 이신설의 형성
석가모니 부처의 가르침(불법)인 비로자나불은 ‘법신(法身)’으로, 석가모니 부처의 몸 자체를‘색신(色身)’이라고 하는 ‘이신설(二身說)’이 생긴다. 그러나 법신은 영원하지만 현실성이 없고, 색신은 무상한 몸이라 영원성이 없었다.

### 삼신설로 발전
영원성과 현실성을 모두 만족시키는 법신과 색신이 통합된 ‘보신(報身)’을 더하여 법신(法身).보신(報身).화신(化身)의 ‘삼신설(三身說)’로 발전되었다. 보신은 수많은 수행으로 성취된 결과로 온갖 덕을 갖춘 몸을 말한다.
아미타불은 48대원을 세우고 수행한 공덕으로 수명이 무량한 아미타불이 되었고, 약사여래불은 12대원을 세우고 수행하여 약사여래불이 되었다. 법신이 수행이라는 인연을 따라, 아미타불 또는 약사여래불과 같은 부처로 나타난 것이 보신이다.

## 비로자나불의 속성
태양이 온 지구를 비추듯이, 부처의 진리가 온 세상을 비춘다는 속성을 가진다. 그래서 비로자나불이 "태양"과 "광명"을 상징한다. 여기에 차용한 이미지로 비로자나불을 의역해서 '큰 태양'이라는 뜻의 대일여래(大日如來)라고 부르기도 한다.
잡아함경 권22에, "모든 어둠을 깨뜨리고 광명을 허공에 비추는, 비로자나(毘盧遮那)의 청정한 광명이 이제 나타났다"는 구절에서 이를 확인할 수 있다.

## 광명진언에서의 비로자나불
「옴 아모가 바이로차나 마하무드라 마니 파드마 즈바라 프라바릍 타야 훔」에서 "바이로차나(Vairocana)"가 바로 비로자나불을 의미한다.
- 광명진언의 원리 : 아무리 깊은 죄업과 어둠이 마음을 덮고 있어도 비로자나불의 광명이 비추면 저절로 맑아져 깨어나게 된다.
- 광명진언의 영험 : 영가 장애가 사라지고, 선망조상들이 이고득락하며, 가정에 행복과 평화가 깃들고, 건강하고 밝은 삶을 이루는 등의 복이 있다.[18]

광명진언 기도는 신라의 원효스님과 은해사의 일타스님이 널리 보급했었다.

## 노사나불
노사나불(盧舍那佛)은 무한한 수행의 과정을 거쳐 무궁무진한 공덕을 쌓아 이룬 부처를 말한다. 또한 노사나불을 대하는 점은 종파마다 조금씩 다르나, 일반적으로 불신관(佛身觀)의 대표적인 견해인 삼신설(三身說)에 따르면, 부처는 법신(法身) · 보신(報身) · 응신(應身)의 3가지 몸을 가지고 있다고 본다. 비로자나불과 노사나불은 법신이고, 석가여래불은 각각 보신에 해당한다고 본다.
대적광전(大寂光殿)에 보통 비로자나불, 석가여래불와 함께 안치되며, 대적광전에 노사나불을 협시(夾侍)하는 경우는 선종 사찰에서 유래하였다고 한다. 노사나불의 수인은 보통 시무외인을 취한다고 한다.

## 같이 보기
- 광명진언
- 다키니
- 아마테라스 오미카미